# 占领独立广场

占领独立广场宣传海报。图中显示人民议会参与者如何投票表决。

占领独立广场（Occupy Dataran）是一个由马来西亚民间发起的社会运动，旨在争取属于社会大众的公共空间，让人民可以在首都吉隆坡地标独立广场自由地聚集，公开地讨论各种社会议题，并学习与创造实践民主的方式。这个社运的参与者从2011年7月30日开始，每个星期六晚上聚集在独立广场。他们自组吉隆坡人民议会，每周选出一位协调员、一位计时员、一位会议记录员、一位摄影、一位场务，由这些人控制议会流程。
人民议会的进行方式是：由协调员负责收集出席者提出的议题，再由出席者投票表决当天所要讨论的议题；每项议题的讨论时间限制在二十分钟内，出席者可针对议题发表想法、提出疑问或进行辩论；二十分钟讨论时间结束后，由出席者投票表决是否延续讨论该议题或进入下一议题；在讨论进行之际，出席者可用手势给发言者作出各种提醒，如请进入重点、重复您的话、提高您的声量等；如发言者对某一议题有具体的想法，可号召出席者成立工作小组，持续推动某一工作。
除了人民议会以外，占领独立广场参与者也在广场上进行非固定性的活动，比如集体练习瑜伽、绘画、艺术表演、物品赠送等。由于这项运动没有公认的领袖，活动均由个别人士自发号召，因此参与人数起伏不定，在人数最多时一度超过两百人，但在人数少时不足十人。警方和广场守卫的干扰也阻吓了一些有意参与者，自从占领独立广场运动发起以来，执法单位已经数度告诫公众勿参与这项集会，也一度将参与者驱逐出独立广场外。

## 与全球占领运动的关系
始于2011年7月30日的占领独立广场和始于2011年9月17日的占领华尔街运动有不同的诉求，彼此间没有紧密的联系。占领独立广场早于占领华尔街，但却因宣传力度、动员人数不及占领华尔街而被媒体误以为是后者的跟随者。无论如何，占领独立广场仍然属于全球占领运动的成员之一，也因全球占领运动的壮大声势而受到媒体关注。